# Путиловка (Днепропетровская область)
Путиловка (укр. Путилівка) — село,
Новософиевский сельский совет,
Никопольский район,
Днепропетровская область,
Украина.
Код КОАТУУ — 1222984503. Население по переписи 2001 года составляло 301 человек.

## Географическое положение
Село Путиловка находится на расстоянии в 1 км от села Новософиевка.
По селу протекает пересыхающий ручей с запрудой.

## История
Село (бывшая еврейская земледельческая колония) Ларинфельд было включено в черту села Путиловка.